# Abs Breen
Richard Abidin Breen, noto anche con lo pseudonimo di Abz Love (Londra, 29 giugno 1979), è un cantante e personaggio televisivo inglese.

## Biografia

### Attività musicale
Nato e cresciuto a Londra da padre turco e madre irlandese, nel 1998 entra a far parte dei 5ive, boyband creata dal produttore discografico Simon Cowell. Resta nel gruppo fino nel 2001, anno del suo scioglimento, per poi prendervi nuovamente parte ad alcune delle successive reunion, rispettivamente nel 2006 e nel 2014. Nel 2014 chiude definitivamente i rapporti con i componenti del gruppo, annunciando questa scelta tramite Twitter.
Nel 2001 firma un contratto discografico con BMG, restando dunque sotto il controllo di Simon Cowell. Nel 2002 esordisce con lo pseudonimo di Abs e pubblica il suo primo singolo da solista What You Got, che raggiunge la top 10 nelle classifiche singoli di Regno Unito, Irlanda e Nuova Zelanda. Nel 2003 pubblica l'album di debutto Abstract Theory. La promozione dell'album prosegue con i singoli Stop Sign e Miss Perfect, entrambi i quali entrano nella top 10 britannica.
Conclusa la promozione dell'album, assume lo pseudonimo definitivo di Abz Love. Prosegue la sua carriera musicale principalmente come artista indipendente, pubblicando tre EP tra 2011 e 2021 e un album intitolato Golden nel 2020, quest'ultimo pubblicato con lo pseudonimo di Love. Nel 2020 prende inoltre parte al supergruppo Boyz on Block.

### Attività televisiva
Parallelamente alla carriera musicale, Abz Love prende parte anche a diverse trasmissioni televisive, soprattutto di tipo reality. Nel 2012 è fra i protagonisti di The Big Reunion, reality incentrato su alcuni ex componenti di gruppi musicali che preparano insieme un concerto tenutasi presso l'Hammersmith Apollo. Nel 2013 è tra i concorrenti di Celebrity Big Brother, mentre nel 2015 gli viene assegnata una nuova trasmissione intitolata Country Strife: Abz on the Farm, andata in onda su BBC Two. Nel 2022 prende parte alla trasmissione Celebs Go Dating.

## Discografia

### Album
- 2003 – Abstract Theory
- 2020 – Golden

### EP
- 2011 – Loved Up
- 2019 – The Starkid
- 2021 – Love VI

### Singolo
- 2002 – What You Got
- 2002 – Shame
- 2003 – Stop Sign
- 2003 – Miss Perfect (feat. Nodesha)
- 2003 – 7 Ways (feat. Evie Bicker)
- 2015 – Cockadoodledoo (feat. Vicky Fallon)